# Mirela Barbălată
Mirela Barbălată (n. 23 octombrie 1967) este o gimnastă română de valoare mondială, actualmente retrasă din activitatea competițională, care a fost recompensată cu o notă de zece la Campionatele mondiale de gimnastică din 1983 de la Budapesta.